# Erzbistum Dili
Das Erzbistum Dili (lateinisch Archidioecesis Diliensis, portugiesisch Arquidiocese de Dili) ist das ältere Bistum im südostasiatischen Staat Osttimor, hat seinen Sitz in der Landeshauptstadt Dili und ist Metropolitansitz der gleichnamigen Kirchenprovinz, die mit Wirkung vom 11. September 2019 gebildet wurde. Das Territorium des Erzbistums umfasst die Gemeinden Dili, Aileu, Ainaro, Atauro, Ermera, Manufahi und die Sonderverwaltungsregion Oe-Cusse Ambeno.

## Geschichte

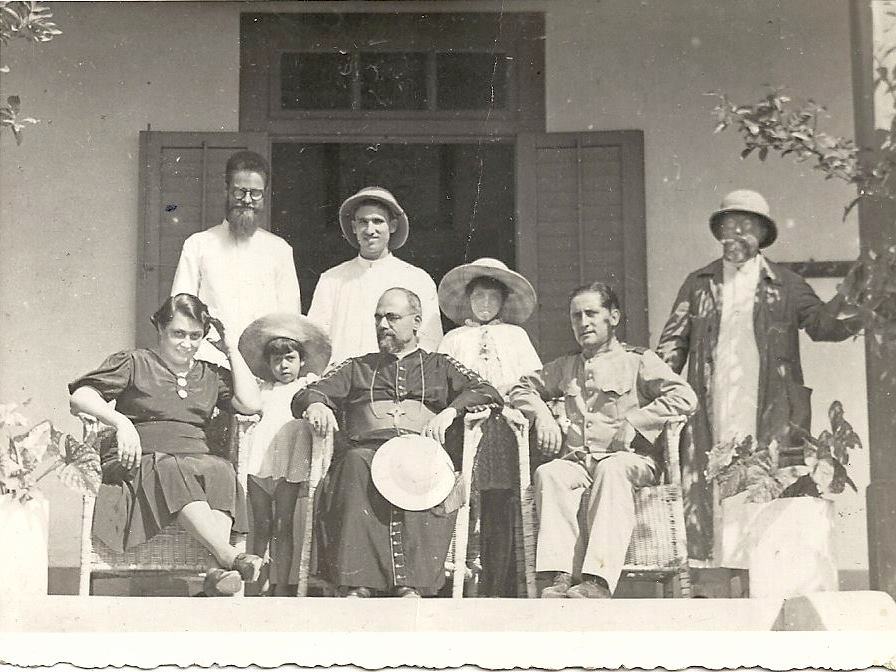
José da Costa Nunes, Bischof von Macau, 1937 zu Besuch auf Timor

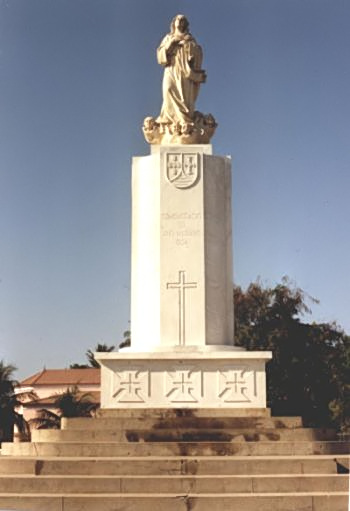
Marienstatue in Dili

Das Bistum Dili wurde mit der päpstlichen Bulle Solemnibus Conventionubus am 4. September 1940 vom bisherigen Bistum Macau abgetrennt und umfasste damals die gesamte Kolonie Portugiesisch-Timor. Jaime Garcia Goulart wurde am 18. Januar 1941 zum Apostolischen Administrator ernannt. Er war bereits von 1933 bis 1937 als Kommissar in Dili. Am 12. Oktober 1945 wurde er zum ersten Bischof von Dili nominiert, seine Bischofsweihe fand am 28. Oktober 1945 in Sydney statt, wohin er während der Schlacht um Timor geflohen war. Am 9. Dezember 1945 zog Goulart nach der Befreiung der Kolonie feierlich in Dili ein. Die pastoralen Strukturen, wie die 1937 geweihte Kathedrale und viele andere Kirchen, waren im Krieg zerstört worden. Bis zur Einweihung der Catedral da Imaculada Conceição 1989 übernahm die Funktion die Kirche Santo António de Motael.
Am 30. November 1996 wurde Baucau als eigenes Bistum abgetrennt, am 30. Januar 2010 das Bistum Maliana.
Papst Franziskus erhob das Bistum Dili am 11. September 2019 in den Rang eines Erzbistums und unterstellte ihm die Bistümer Baucau und Maliana als Suffragandiözesen.
| Bischöfe von Dili                       | Bischöfe von Dili                                                                                        |
| --------------------------------------- | --- |
| Jaime Garcia Goulart                    | 12. Oktober 1945 – 31. Januar 1967 (resigniert) bereits seit 18. Januar 1941 Apostolischer Administrator |
| José Joaquim Ribeiro                    | 31. Januar 1967 – 22. Oktober 1977 (resigniert)                                                          |
| Martinho da Costa Lopes                 | Apostolischer Administrator, 1977 – Mai 1983                                                             |
| Carlos Filipe Ximenes Belo              | Apostolischer Administrator, 21. März 1988 – 26. November 2002                                           |
| Basílio do Nascimento                   | Apostolischer Administrator, 26. November 2002 – 6. März 2004 (dann Bischof von Baucau)                  |
| Alberto Ricardo da Silva                | 27. Februar 2004 – 9. Februar 2015 (resigniert)                                                          |
| Virgílio do Carmo da Silva SDB          | 30. Januar 2016 – 11. September 2019                                                                     |
| Erzbischöfe von Dili                    | |
| Virgílio Kardinal do Carmo da Silva SDB | seit 11. September 2019                                                                                  |

| Entwicklung der Zahl der Gläubigen | Entwicklung der Zahl der Gläubigen | Entwicklung der Zahl der Gläubigen |
| ---------------------------------- | ---------------------------------- | ---------------------------------- |
| Jahr                               | Zahl der Katholiken                | Anteil an der Gesamtbevölkerung    |
| 1949                               | 38.034                             | 9,0 %                              |
| 1970                               | 164.178                            | 26,5 %                             |
| 1980                               | 213.000                            | 28,8 %                             |
| 1990                               | 583.079                            | 81,6 %                             |
| 2001                               | 504.299                            | 93,4 %                             |
| 2013                               | 561.135                            | 94,9 %                             |
| 2019                               | 630.176                            | 94,4 %                             |

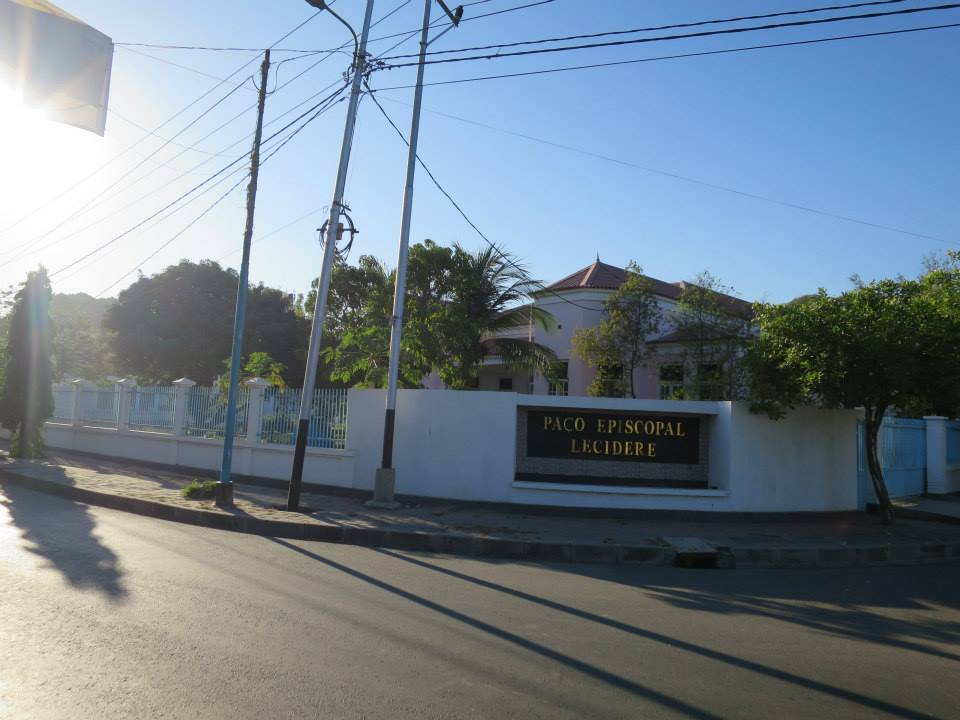
Bischofspalast
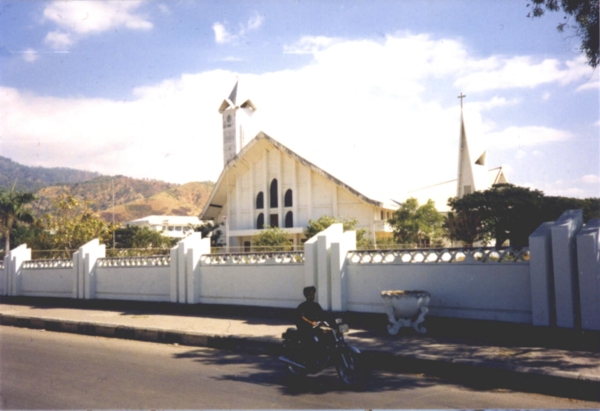
Kathedrale von Dili
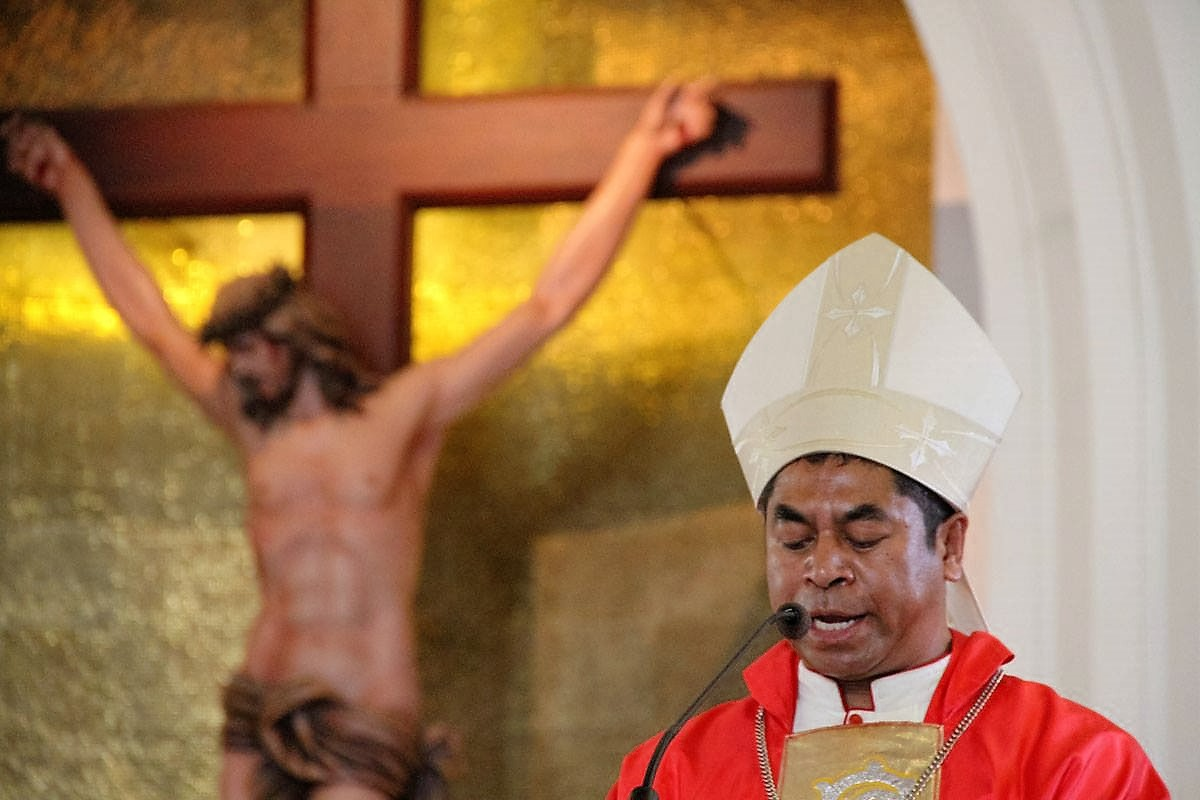
Virgilio do Carmo da Silva in der Kathedrale von Dili
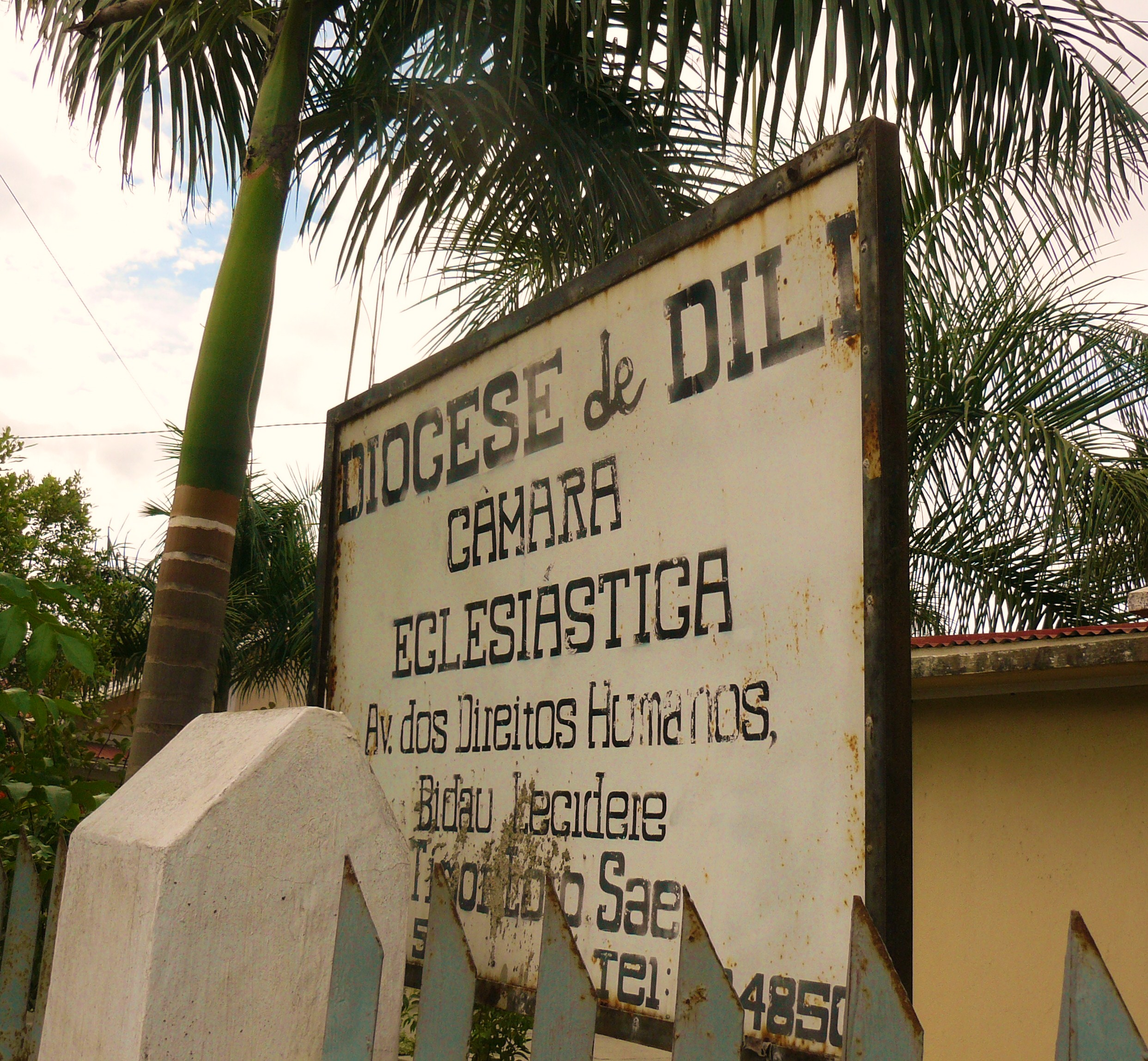
Sitz des Bistums Dili

## Einrichtungen
Die Erzdiözese Dili führt die Universidade Católica Timorense São João Paulo II. (UCT) und das Instituto Filosofia e Teologia Dom Jaime Garcia Goulart (ISFIT). Des Weiteren gehört zur Erzdiözese der Radiosender Radio Timor Kmanek und das Fernsehproduktionszentrum Centro Televisivo Diocese Dili. Lange Tradition hat das Magazin Seara.

## Gemeinden
| Dekanat Dili | Dekanat Dili    | Dekanat Dili                           | Dekanat Dili                              |
| Bild         | Kirchengemeinde | Schutzpatron                           | Artikel zur Kirche                        |
| ------------ | --------------- | -------------------------------------- | ----------------------------------------- |
|              | Aimutin         | São José                               |                                           |
|              | Atauro          | Nossa Senhora do Rosario               | Nossa Senhora do Rosario                  |
|              | Balide          | Nossa Senhora Imaculada Conceição      | Imaculada Conceição de Balide             |
|              | Becora          | Sagrado Coração de Jesus               | Sagrada Coração de Jesus (Becora)         |
|              | Bedois          | St. Terezinha do M. Jesus              | Santa Teresinha do Menino Jesus de Bedois |
|              | Catedral        | Nossa Senhora Imaculada Conceição      | Kathedrale von Dili                       |
|              | Comoro          | Nossa Senhora Auxiliadora dos Cristãos |                                           |
|              | Dare            | São Francisco Xavier                   |                                           |
|              | Motael          | S. Antonio                             | Santo António de Motael                   |
|              | Metinaro        | Nossa Senhora de Graça                 |                                           |
|              | Hera            | São Tiago                              | São Tiago de Hera                         |

| Dekanat Ermera | Dekanat Ermera  | Dekanat Ermera                    | Dekanat Ermera                 |
| Bild           | Kirchengemeinde | Schutzpatron                      | Artikel zur Kirche             |
| -------------- | --------------- | --------------------------------- | ------------------------------ |
|                | Atsabe          | São José                          |                                |
|                | Ermera          | Nossa Senhora Imaculada Conceição | Imaculada Conceição (Ermera)   |
|                | Gleno           | Nossa Senhora de Graça            |                                |
|                | Hatulia         | São Francisco Xavier              | São Francisco Xavier (Hatolia) |
|                | Letefoho        | Nossa Senhora do Carmo            |                                |
|                | Railaco         | Nossa Senhora de Fátima           |                                |

|  | Aileu      | S. Pedro e S.Paulo                          | São Pedro e São Paulo (Aileu)       |
|  | Ainaro     | Nossa Senhora de Fátima                     | Nossa Senhora de Fátima (Ainaro)    |
|  | Alas       | -                                           |                                     |
|  | Maubisse   | -                                           | São Mateus                          |
|  | Fatuberlio | São Francisco de Assis                      |                                     |
|  | Remexio    | São José Operario (hl. Josef, der Arbeiter) | São José Operário (Remexio)         |
|  | Same       | Nossa Senhora de Assunção                   |                                     |
|  | Hato-Udo   | Nossa Senhora de Lourdes                    | Nossa Senhora de Lourdes (Hato-Udo) |

| Dekanat Oe-Cusse | Dekanat Oe-Cusse | Dekanat Oe-Cusse                   | Dekanat Oe-Cusse                         |
| Bild             | Kirchengemeinde  | Schutzpatron                       | Artikel zur Kirche                       |
| ---------------- | ---------------- | ---------------------------------- | ---------------------------------------- |
|                  | Oe-Cusse         | Nossa Senhora do Rosário de Fátima | Igreja de Santo António (Pante Macassar) |
|                  | Padiae           | São Miguel Arcanjo                 |                                          |
|                  | Oesilo           | Sagrado Coração de Jesus           |                                          |
|                  | Baocnana         | Nossa Senhora de Fátima            |                                          |